# Астравух Юрій Мечиславович
Юрій Мечиславович Астравух (біл. Юрый Астравух, нар. 29 червня 1992, Ліда, БРСР, СРСР) — білоруський футболіст, захисник футбольної команди «Динамо Менск».

## Досягнення
- Чемпіон Білорусі: 2007
- Володар Кубка Білорусі з футболу: 2010-11, 2012-13